# Nephelomys albigularis
Nephelomys albigularis és una espècie de mamífer rosegador de la família dels cricètids. Viu a Colòmbia, l'Equador, Panamà, el Perú i Veneçuela. Es tracta d'un animal nocturn i omnívor. El seu hàbitat natural són els boscos primaris i secundaris. Es creu que no hi ha cap amenaça significativa per a la supervivència d'aquesta espècie, però la desforestació afecta el seu medi de manera important.